# Cerkwica
Cerkwica phát âm [t͡sɛrkˈfit͡sa] (German Zirkwitz) là một ngôi làng thuộc khu hành chính của Gmina Karnice, thuộc hạt Gryfice, West Pomeranian Voivodeship, ở phía tây bắc Ba Lan. Nó nằm khoảng 5 kilômét (3 mi) phía đông nam Karnice, 13 km (8 mi) phía tây bắc Gryfice và 76 km (47 mi) về phía đông bắc của thủ đô khu vực Szczecin.
Năm 1946,1998, khu định cư là một phần của Szczecin Voivodeship. Dân số năm 2004 là 1261 người.
Có Trạm cứu hỏa tình nguyện ở Cerkwica, một phần của hệ thống toàn quốc của một cửa hàng cứu hỏa tình nguyện (VFD). Trước năm 1945, khu vực này là một phần của Đức Quốc xã. Đối với lịch sử của khu vực, xem Lịch sử của Pomerania.